# Örnbergstjärnen, Hälsingland
Örnbergstjärnen är en sjö i Ljusdals kommun i Hälsingland och ingår i Dalälvens huvudavrinningsområde.